# بيل كار (لاعب كرة قدم أمريكية أمريكي)
بيل كار (بالإنجليزية: Bill Karr) هو لاعب كرة قدم أمريكية أمريكي، ولد في 29 نوفمبر 1911 في ريبلي في الولايات المتحدة، وتوفي في 29 أكتوبر 1979 في كليندنين في الولايات المتحدة.